# Eurypoda boninensis
Eurypoda boninensis är en skalbaggsart som beskrevs av Hayashi och Keiichi Kusama 1974. Eurypoda boninensis ingår i släktet Eurypoda och familjen långhorningar. Inga underarter finns listade i Catalogue of Life.